# Montevizija 2018
Die Montevizija 2018 fand am 17. Februar 2018 statt und war der montenegrinische Vorentscheid für den Eurovision Song Contest 2018 in Lissabon (Portugal). Gewonnen wurde der Vorentscheid vom Sänger Vanja Radovanović mit dem Lied Inje.

## Format

### Konzept
Am 18. Oktober 2017 gab RTCG bekannt, dass man zum ersten Mal seit 2009 wieder einen nationalen Vorentscheid abhalten wird. Insgesamt sollen am 17. Februar 2018 fünf Teilnehmer gegeneinander antreten. Der Gewinner soll durch 100 % Televoting bestimmt werden und darf Montenegro beim ESC 2018 präsentieren.

### Beitragswahl
Vom 1. November 2017 bis Mitte Dezember 2017 konnten bei RTCG Beiträge eingereicht werden. Dabei durften sich Interpreten und Komponisten weltweit bewerben, allerdings musste der Text des Liedes in der offiziellen Amtssprache Montenegros, also auf Montenegrinisch, gesungen werden. Komponisten durften bis zu zwei Beiträge einreichen. Am 3. Januar 2018 gab RTCG bekannt, dass man 31 Beiträge erhalten hat. Eine Jury bestimmte davon die fünf Teilnehmer für den Vorentscheid.

### Abstimmung
Die Sendung beinhaltete zwei Abstimmungsrunden. Nachdem alle fünf Interpreten ihre Lieder vorstellten, startete die erste Runde der Abstimmung. Drei Kandidaten qualifizierten sich für das Superfinale. Nachdem die drei Qualifikationslieder wieder aufgetreten sind, wurde wieder abgestimmt und schließlich der Gewinner verkündet.

## Teilnehmer
Am 16. Januar 2018 stellte RTCG die fünf Teilnehmer des Vorentscheides vor.
| Platz | Startnr. | Interpret                | Lied Musik (M) und Text (T)                                             | Sprache         | Übersetzung (inoffiziell) | Ergebnis (in Prozent) |
| ----- | -------- | ------------------------ | ----------------------------------------------------------------------- | --------------- | ------------------------- | --------------------- |
| 1.    | 5        | Vanja Radovanović        | Inje M/T: Vanja Radovanović                                             | Montenegrinisch | Reif                      | 40 %                  |
| 2.    | 4.       | Katarina Bogićević       | Neželjena M/T: Aleksandra Milutinović, Darko Dimitrov                   | Montenegrinisch | Ungewollt                 | 19 %                  |
| 3.    | 2        | Lorena Janković          | Dušu mi daj M/T: Mirsad Serhatlić                                       | Montenegrinisch | Gebe mir deine Seele      | 18 %                  |
| 4.    | 4        | Ivana Popović Martinović | Poljupci M/T: Slavko Milovanović                                        | Montenegrinisch | Küsse                     | 12 %                  |
| 5.    | 1        | Nina Petković            | Dišem M/T: Nina Petković, Michael James Down, Jonas Gladnikoff, MaJiKer | Montenegrinisch | Ich atme                  | 11 %                  |

 Kandidat hat sich für das Superfinale qualifiziert.

### Superfinale
| Platz | Startnr. | Interpret          | Lied Musik (M) und Text (T)                           | Sprache         | Übersetzung (inoffiziell) | Ergebnis (in Prozent) |
| ----- | -------- | ------------------ | ----------------------------------------------------- | --------------- | ------------------------- | --------------------- |
| 1.    | 1        | Vanja Radovanović  | Inje M/T: Vanja Radovanović                           | Montenegrinisch | Reif                      | 37 %                  |
| 2.    | 2.       | Katarina Bogićević | Neželjena M/T: Aleksandra Milutinović, Darko Dimitrov | Montenegrinisch | Ungewollt                 | 34 %                  |
| 3.    | 3        | Lorena Janković    | Dušu mi daj M/T: Mirsad Serhatlić                     | Montenegrinisch | Gebe mir deine Seele      | 29 %                  |